# 李炳瑾
李 炳瑾または李 炳瓘（イ・ビョングァン、朝鮮語: 이병관、1908年2月20日 - 没年不詳）は、大韓民国の政治家。元金泉市長、初代（制憲）韓国国会議員。
李 炳瑾では、読みはイ・ビョングン（이병근）となる。また、李 秉瓘、李 柄瑾、李 丙瓘という表記も見られる。

## 経歴
現在の慶尚北道金泉市出身。1933年に東京農業大学専門部農科卒業後、師範学校、中学校、専門女学校農業科の教員免許を取得。1939年に朝鮮総督府に入り、穀物検査の助手、技手などを務めたほか、穀物検査所釜山密陽出張所にも勤務した。
光復直後は鳳山面長を務めた。1948年の制憲国会議員選挙で金泉乙区に無所属で出馬し、無投票当選となったが、1950年の第2代総選挙では落選した。その後、1952年5月に官選の第5代金泉市長に任命され、1957年6月までに2期務めた。1961年に死去したという話もあるが、確固たる情報源がなく没年不詳。